# Клятва балтийцев (картина)
«Клятва балтийцев» — картина известного советского и российского живописца, Народного художника СССР Андрея Андреевича Мыльникова (1919—2012), в которой живописными средствами талантливо воплощена идея непреклонности советских воинов в борьбе с фашизмом.

## История
«Клятва балтийцев» — дипломная работа А. Мыльникова, представленная художником в начале 1946 года и фактически положившая начало большому творческому пути автора — живописца, графика, монументалиста. Картина предваряла мозаику для пантеона героев-балтийцев, оставшегося неосуществлённым. Проект Пантеона в те годы разрабатывал аспирант Академии художеств архитектор Сперанский С. Б., идеи которого оказались близки Мыльникову. Сайт Русского музея называет это редкое по своей трагедийности произведение значительной вехой не только для его автора. «Крупные темные силуэты матросов, асимметрично расположенные на фоне моря и пасмурного неба, прорезавшегося у горизонта светлой заметной полосой, возвышаются подобно монументу. В живой стене балтийцев ощущается огромная внутренняя энергия, выраженная и в облике людей, и в нарастающем вверх движении. Во всем ощутим масштаб подвига людей, сдержавших свою клятву. Здесь перед нами, в сущности, — образ-реквием. Созданное на основе недавних событий, произведение ёмко воплощает историческую и художественную достоверность, поражает масштабом творческого обобщения». По мнению искусствоведа И. Пуниной, в ту первую послевоенную весну 1946 года в «Клятве балтийцев» справедливо увидели «не только значительность художественного решения, но и конкретный пример возрождения современной советской живописи и монументального искусства».
Мнение о картине Клятва балтийцев оставил в своём дневнике Н. Н. Пунин.

«Был сегодня (10 марта 1946 года) на выставке дипломных работ Академии; народу было много, главным образом молодёжь, довольно потрёпанного вида, очевидно, студенчество. Когда я стоял позади толпы, собравшейся около работы Мыльникова, заметил, что движение голов этой толпы вызвало, поразившее меня, иллюзорное движение голов на самом холсте; головы на холсте Мыльникова не только колебались, но, казалось, даже двигались. Между холстом Мыльникова — я убеждался в этом с каждой минутой — и толпой была какая-то несомненная связь; этот холст был не просто картиной, как все остальные работы, и по отношению к зрителю не был просто фоном. Удивительно, — подумал я, — в этом что-то есть. В конце концов я пришёл к выводу, что такая тесная связь людей на картине с „людьми в жизни“, пожалуй, явление художественное; кроме того, это признак чувства современности.»

По рекомендации И. Грабаря картина «Клятва балтийцев» была принята как основа грандиозного (длиной восемьдесят метров) мозаичного панно для Дворца Советов в Москве. Над осуществлением этого эскиза Мыльников работал два с половиной года, совершил с группой мозаичистов поездку в Киев, где изучал старинные русские мозаики, технику старых мастеров. По возвращении в Ленинград Мыльниковым были исполнены многочисленные подготовительные эскизы и фрагменты будущей мозаики. Эта работа прекратилась, когда было приостановлено проектирование самого Дворца Советов.
Несмотря на то, что Мыльникову в итоге не удалось перевести композицию «Клятвы балтийцев» в мозаику, его труд стал важным этапом в его творчестве, во многом определившим весь последующий творческий путь художника. Оставшись живописной композицией, «Клятва балтийцев» заняла видное место не только в истории советской художественной школы, но и в профессиональной монументальной живописи.